# 38e législature de la Chambre des représentants de Belgique
La 38e législature de la Chambre des représentants de Belgique a commencé le 18 avril 1961, et fait suite aux élections législatives du 26 mars 1961. Elle englobe le gouvernement Lefèvre.
Cette législature comptait 212 membres.

## Bureau
- Achille Van Acker, président
- Ludovic Moyersoen, 1er vice-président
- Maurice Destenay, 2e vice-président
- vice-présidents :
  - Joseph Martel
  - Oscar Behogne
  - Placide De Paepe
- Secrétaires:
  - Gaston Juste
  - Jozef Vercauteren
  - Maurice Jaminet
  - Marguerite De Riemaecker née Legot
  - Paul Eeckman
  - Jacques Van Offelen
- Questeurs:
  - Joseph Chalmet
  - Raoul Hicguet
  - Georges Loos
  - Justin Gaspar
  - Louis D'haeseleer

## Membres
- Edouard Anseele
- Auguste Baccus
- Jules Bary
- Kamiel Berghmans
- Alfred Bertrand
- Gerard Bijnens
- Karel Blanckaert
- Marcel Bode
- Ferdinand Boey
- Gustaaf Boeykens
- Georges Bohy
- Martin Boutet
- Joseph Bracops
- Maurice Brasseur
- Gustaaf Breyne
- Hervé Brouhon
- Honoraat Callebert
- Henri Castel
- Eugène Charpentier
- Frans Christiaenssens
- Andreas Claeys
- Léo Collard
- Marcel Collart
- André Cools
- Etienne Cooreman
- Germaine Copée, née Gerbinet
- Clotaire Cornet
- Lode Craeybeckx
- Guy Cudell
- Henri Cugnon
- Marcel Décarpentrie
- Camille Decker
- Willy De Clercq
- Daniël Deconinck
- Jules Deconinck
- René de Cooman
- Hubert De Groote
- Albert De Gryse
- Théo Dejace
- Georges Dejardin
- Amédée De Keuleneir
- Roger De Kinder
- Léon Delhache
- Leo Delwaide
- Marcel Demets
- Omer De Mey
- Ernest Demuyter
- Maurice Denis
- Alfons De Nolf
- Julius De Pauw
- André Dequae
- Stanislaus De Rijck
- Jos De Saegher
- August De Schryver
- Jacques De Staercke
- Arthur De Sweemer
- Frans Detiège
- Godelieve Devos
- Robert Devos
- Maurice Dewulf
- Jean Discry
- René Drèze
- Marc Drumaux
- Joseph Dupont
- Noël Duvivier
- Gerard Eneman
- Jean Evrard
- Gaston Eyskens
- Henri Fayat
- Jozef Feyaerts
- Antoon Fimmers
- Alexandra-Émilie Fontaine, née Borguet
- Willy Frère
- Frans Gelders
- Julien Geldof
- Guido Gillès de Pélichy
- Célestin Gillis
- Arthur Gilson
- Georges Glineur
- Ernest Glinne
- Emiel Goeman
- Albert Grégoire
- Mathilde Schroyens
- Frans Grootjans
- Paul Gruselin
- François Guillaume
- Lucien Harmegnies
- Pierre Harmel
- Yvan Henry
- Paul Herbiet
- Fernand Hermans
- Georges Houbart
- Léon Hurez
- Camille Huysmans
- Mathieu Jacques
- Charles Janssens
- Emile Jeunehomme
- Lambert Kelchtermans
- Louis Kiebooms
- Paul Kronacker
- Émile Lacroix
- Albert L'Allemand
- Désiré Lamalle
- Yvonne Lambert
- Roger Lamers
- Victor Larock
- Albert Lavens
- Octave Lebas
- Edmond Leburton
- René Lefebvre
- Fernand Lefère
- Théo Lefèvre
- Philippe le Hodey
- Jean-Joseph Lenoir
- Louis Major
- Liban Martens
- Fernand Massart
- Reimond Mattheyssens
- Joseph-Jean Merlot
- Jules Mertens
- Paul Meyers
- Eugène Moriau
- Gaston Moulin
- Georges Mundeleer
- Louis Namèche
- Arthur Nazé
- Auguste Olislaeger
- Roger Otte
- Simon Paque
- Albert Parisis
- Lode Peeters
- Justin Peeters
- René Pêtre
- Jean Picron
- Jan Piers
- Marc-Antoine Pierson
- Marcel Piron
- Jos Posson
- Yvonne Prince
- Lucien Radoux
- Frans Robyns
- Antoine Sainte
- Antoine Saintraint
- André Saint-Rémy
- Raymond Scheyven
- Guillaume Schyns
- François Sebrechts
- Arthur Sercu
- Albert Servais
- Jozef Smedts
- Paul-Henri Spaak
- Antoon Spinoy
- Francis Tanghe
- Freddy Terwagne
- Walthère Thys
- François Tielemans
- Roger Toubeau
- Benoît Van Acker
- Frank Van Acker
- Frans Van Cauwelaert
- Jozef Van Cleemput
- Magdalena Van Daele, née Huys
- Fernand Vandamme
- Maurice Vandamme
- Paul Vanden Boeynants
- Geeraard Van den Daele
- Jan Van den Eynde
- Frans Van der Elst
- Marcel Vanderhaegen
- Herman Vanderpoorten
- Jacques Van der Schueren
- Jeanne Vanderveken, née Van de Plas
- Fernand Van Doorne
- Renaat Van Elslande
- Joris Van Eynde
- Camille Vangraefschepe
- Emiel Van Hamme
- Josse Van Heupen
- Albert Van Hoorick
- Richard Van Leemputten
- Tony Van Lindt
- Jozef Van Royen
- Edgard Vanthilt
- Jan Van Winghe
- Cornelius Verbaanderd
- Octavius Verboven
- Leopold Verhenne
- Maria Verlackt, née Gevaert
- Jan Verroken
- Pierre Wigny
- Hilaire Willot
- Pieter Wirix
- Leonardus Wouters

- René Pauwels, greffier